# Suillia niesiolowskii
Suillia niesiolowskii – gatunek muchówki z rodziny błotniszkowatych (Heleomyzidae), występujący w górskich rejonach Indii. Długość 4 mm, żółto-pomarańczowa barwa z czarnymi plamkami na skrzydłach. Znany z czterech okazów odkrytych w latach 30. XX wieku, opisany w 2013 roku przez dr Andrzeja Woźnicę z Uniwersytetu Przyrodniczego we Wrocławiu i nazwany na cześć Stefana Niesiołowskiego.